# 서울 봉은사 영산전 신중도
봉은사 영산전 신중도(奉恩寺 靈山殿 神衆圖)는 서울특별시 강남구, 봉은사 영산전에 있는 조선시대의 신중도이다. 2007년 9월 27일 서울특별시의 문화재자료 제39호로 지정되었다.

## 개요
1895년 영산전 영산회상도, 나한도 4폭, 사자도 1폭과 함께 제작된 신중도이다. 세로 121.8cm, 가로 166.5cm의 면본채색화로서 편수(片手) 상규(尙奎), 금어 범화(梵華), 상선(尙先), 운조(芸祚) 등이 그렸다. 영산전에 함께 봉안된 다른 불화들에 비하여 적은 수의 화승들이 참여하였는데, 그것은 이 불화가 그리 크지 않은 규모였기 때문이다.
새 날개형의 투구를 쓴 위태천을 화면의 중앙에 두고 좌우에 범천과 제석천, 좌우로 일월천자(日宮天子)와 월궁천자(月宮天子) 및 천부중(天部衆)을 배치하였으며 하단부에는 칼을 들고 서있는 신장 6구를 크게 묘사하여 전체적으로 위태천을 위시한 천룡팔부가 중심이 된 구도이다. 위태천은 금색으로 칠한 화려한 조익형(鳥翼形) 투구를 쓰고 두 손으로 가슴 앞에 무기를 받쳐 들고 있는데, 둥근 동안(童顔)의 얼굴은 턱에 유난히 살이 많아 너무 비대해 보인다. 위태천의 좌우에 묘사된 범천과 제석천은 보관을 쓰고 붉은 옷을 입었는데 두 손을 모으고 하고 위태천을 향하고 있어 마치 위태천의 협시처럼 보인다. 범천과 제석천의 옆으로는 일월이 표시된 관을 쓴 일궁천자와 월궁천자 및 동자, 천녀 등이 표현되었다. 하단에 일렬로 서있는 8구의 신장은 입을 꾹 다물고 두 손으로 칼을 움켜 쥔 채 당당한 자세로 서있다. 붉은색의 옷을 입고 머리에는 관과 투구, 두건 등을 쓴 모습이 다양하게 묘사되었으나 건장하면서도 장대한 상체에 비하여 하체는 다소 빈약해 보인다.
적색이 주조색으로 사용되었으며 녹색과 청색, 흰색, 육색, 황색 등을 함께 사용하였다. 특히 옷과 무기 등에 청색의 사용이 많아 격조가 떨어져 보이며, 갑옷과 투구. 무기에 부분적으로 금색을 칠하여 화려한 느낌을 준다. 이 그림을 그린 상규(尙奎)와 범화(梵華)는 19세기말~20세기 초에 청룡사 불사에도 참여하였다.
화기 
神衆幀一𨋀奉安于修道山奉恩寺靈山殿 緣化秩 證明雪峯 誦呪瀛珠 持殿泰還 片手尙奎 金魚 梵華 尙先 芸祚 化主海翁 施主 比丘尼奉寂 比丘尼妙定 比丘尼富洪 富永 妙合 致海 己酉生李氏

이 붊화는 1895년 영산전 불화 조성시 함께 제작된 신중도로서 인물표현에서 다소 도식화된 면이 보이기는 하지만 적색이 사용이 두드러지며 청색과 금니의 사용 등 19세기 말 불화양식을 잘 보여주는 작품으로 서울시 문화재자료로 지정한다.

## 참고 자료
- 봉은사영산전신중도 - 국가유산청 국가유산포털